# Mandres-les-Roses
Mandres-les-Roses és un municipi francès, situat al departament de la Val-de-Marne i a la regió de l'Illa de França.
Forma part del cantó de Plateau briard i del districte de Créteil. I des del 2016, de la divisió Grand Paris Sud Est Avenir de la Metròpoli del Gran París.